# Jeronimas Milius
Jeronimas Milius (ur. 11 października 1984 w Wilnie) – litewski piosenkarz.
W latach 2003–2017 lider heavymetalowego zespołu Soul Brothers, który w 2008 zmienił nazwę na Soul Stealers.
Reprezentant Litwy z utworem „Nomads in the Night” w 53. Konkursie Piosenki Eurowizji(2008).